# Adelognathus cubiceps
Adelognathus cubiceps là một loài tò vò trong họ Ichneumonidae.